# Алкснис, Адамс
Адамс Алкснис (латыш. Ādams Alksnis, 10 марта 1864, возле г. Мазсалаца, Вольмарский уезд, Лифляндская губерния, Российская империя (ныне Мазсалацский край Латвии) — 21 августа 1897, Рига) — латышский рисовальщик и живописец-реалист. Один из создателей и видный представитель латышского национального романтического искусства конца XIX века.
Руководитель кружка латышских художников «Труженик».

## Биография
Родился в крестьянской семье, начальное образование получил в г. Руйиена, куда переехали его родители и где отец открыл книжный магазин. Затем учился в Рижской немецкой ремесленной школе, а с 1883 года — в Петербургской Академии художеств в классе батальной живописи как вольнослушатель. В студенческие годы вокруг Алксниса консолидировались латвийские студенты-художники, он стал одним из организаторов и идеологом латышского кружка творческой интеллигенции «Труженик».
В связи с финансовыми проблемами в 1892 году был вынужден вернуться домой со званием художника 3 класса. В Руйиене поддерживал связи с другими студентами, принимал участие в коллективных выставках.
Участник художественных выставок с 1883 года. В 1896 году принял участие в этнографической выставке латышских художников в Риге, когда в связи с Х съездом археологов России была организована и выставка. На ней экспонировались посвященные родной природе и людям работы А.Алксниса, Я.Розенталя, В.Пурвита, Я.Вальтера, А.Бауманиса, Р.Балодиса и С.Бирнбаума. Здесь впервые заявила о себе латышская национальная живопись.
Художник умер в молодом возрасте, от заражения крови при проведении хирургической операции.
Похоронен в г. Руйиена.

## Творчество
Адамс Алкснис — прекрасный рисовальщик, автор большого количества реалистических акварелей, рисунков на темы истории Латвии, жизни латышского народа («Сеятель», 1896), нескольких полотен, написанных маслом.
В творческом наследии художника — портреты, жанровые картины и пейзажи («Сидящий мальчик», «Портрет отца», «Дорога»), акварели, на которых запечатлены сцены из сельской жизни («Лес», «Паром»), а также сцены латвийской истории и мифологии.
Произведения художника находятся сейчас в коллекциях Латвийского национального художественного музея, музее г. Кулдига, дома-музея А. Алксниса в Руйиене, Тукумском музее, Академии художеств в Санкт-Петербурге.
Памятные выставки А. Алксниса состоялись в Риге в 1925, 1947 и 1964 гг.